# Carl Gielen
Carl Franz Viktor Gielen (* 9. April 1900 in Münster; † 24. September 1987 in Köln) war ein deutscher römisch-katholischer Priester und Kölner Dompropst.

## Leben
Gielens Vater war der spätere Oberbürgermeister von Neuss und München-Gladbach Franz Gielen. Nach dem Abitur am Quirinus-Gymnasium in Neuss und Militärdienst studierte Gielen in Bonn Katholische Theologie und wurde aktives Mitglied der katholischen Studentenverbindung Arminia Bonn im Kartellverband, dem er sich bis zum Lebensende herzlich verbunden fühlte. Nach der Priesterweihe 1923 durch Kardinal Karl Joseph Schulte war er in der Gemeinde St. Antonius in Barmen tätig. Ab 1925 studierte er Kirchenrecht an der Päpstlichen Universität Gregoriana in Rom und war gleichzeitig Vizerektor des Kollegs Maria dell’Anima. 1927 schloss er sein Studium mit der Promotion zum Dr. iuris canonici ab.
1928 wurde er Domvikar in Köln, 1948 Offizial des Erzbistums Köln und Leiter des Erzbischöflichen Gerichts, 1950 Domkapitular und 1960 Propst des Kölner Domkapitels. 1978 verzichtete er auf sein Kanonikat.

## Wirken
Carl Gielen war über Jahrzehnte hinweg eine führende Person im Kölner Klerus und gehörte als Mitglied, Vorsitzender oder Geistlicher Beirat insgesamt 32 Gremien und Organisationen an. Besonders unterstützte er Geschichtsvereine und Fördervereine für Museen. Von 1968 bis 1978 war er als Dompropst Hausherr des Kölner Doms, dessen Erhaltung und Restaurierung für ihn ein ganz besonderes Anliegen war.
Sein Nachlass befindet sich im Historischen Archiv der Stadt Köln.

## Ehrungen
Gielen war seit 1947 Päpstlicher Geheimkämmerer, Papst Paul VI. ernannte ihn zum Apostolischen Protonotar. 1978 wurde er vom belgischen König Baudouin zum Commandeur de l'Ordre de Léopold ernannt. Carl Gielen wurde auch Ehrenphilister der katholischen Studentenverbindung Rheinpfalz-Köln im KV.